# Oude begraafplaats (Baarn)
De Algemene begraafplaats is een voormalige begraafplaats en sinds 2007 een gemeentelijk monument van Baarn, in de provincie Utrecht. De begraafplaats ligt aan de Acacialaan, maar de ingang is verplaatst naar de Berkenweg.

## Buiten de bebouwde kom
Tot de negentiende eeuw werden de doden (hervormd en katholiek) begraven in de hervormde Pauluskerk aan de Brink. Vanaf 1829 moesten alle gemeenten met meer dan ‘duyzend sielen’ een begraafplaats buiten de bebouwde kom hebben. De hervormde gemeente Baarn liet toen een begraafplaats aanleggen aan de Kerkhoflaan (nu Acacialaan). Deze Kerkhoflaan liep naar de katholieke schuilkerk.  Aangezien de begrafenisgelden nu in de gemeentekas vloeiden en niet meer bij de kerk terechtkwamen, miste de kerk inkomsten. In een overeenkomst tussen de kerk en de gemeente, verplichtte de gemeente zich jaarlijks ƒ 21,40 uit te keren. In 1914 werd dit met onderling goedvinden afgekocht met ƒ 250,00 ineens. Toen de brandweerkazerne en het politiebureau werden gebouwd is de ingang verplaatst naar de Berkenweg.

## Muur en hek
Van de oude muur van de oude begraafplaats staat nog een gedeelte aan de Berkenweg. De muur is in 1835 door de meestermetselaars Philippus Dijs en Jan de Groot gebouwd, zij zijn later ook op deze begraafplaats begraven. Aan beide kanten van de muur met ezelsrug staan om en om penanten om stevigheid te geven. Waar de muur eindigt, stond vroeger het baarhuisje. Dit was bestemd voor zwervers en mensen met een besmettelijke ziekte. Die werden zoveel mogelijk bij de muur van het kerkhof begraven, ver van de andere graven. 
Om het terrein staat sinds 1874 een gietijzeren spijlenhek, bij de ingang voorzien van pijlpunten. Opvallend is de grote graftombe met grafkelder van J.F.H. Guimond de Briquemond (1887) en diens familie. Hij was intendant (hoofdopzichter) op Paleis Soestdijk. Ook de Baarnse historicus Teunis Pluim ligt hier begraven. Zijn grafmonument was een geschenk van koningin Emma en de Baarnse bevolking.
In 2009 werden de gerestaureerde muur en het vernieuwde hek om de oude begraafplaats aan de Berkenweg officieel geopend door een werkgroep van de Historische Kring Baerne. Zij verzamelden hun bevindingen en informatie in een boekje.
In het boek ‘Het Groene Graf’ zijn de namen verzameld van personen die op de Oude Algemene Begraafplaats zijn begraven. Het bevat naast informatie over deze personen, ook afbeeldingen van grafmonumenten, portretfoto's en scans van krantenartikelen.

## Begraven op de Oude Algemene Begraafplaats
| - Engelbert de Brauw, advocaat - Abraham de Bull, journalist en schrijver - Johannes Dyserinck, letterkundige en predikant - Helmert van der Flier, kunstschilder - Karel Wessel van Gorkom, apotheker, kinakenner, hoofdinspecteur van Indische cultures en auteur. - Sytze Greidanus, arts, wethouder Publieke Werken en hofarts van de Nederlandse Koninklijke familie - Simeon Petrus van Heemstra, advocaat en raadslid - Anthony van der Helden, landschapsschilder - Hendrik Cornelis van den Honert, directeur van de Deli Maatschappij | - Hendrik Arnoud Laan (1780-1863), burgemeester - Lambertus Lingeman, kunstschilder, architect en speculant - Willebrordus Naessens, pianofabrikant - Laurens op ten Noort, directeur Koninklijke Paketvaart Maatschappij - Teunis Pluim, onderwijzer en geschiedschrijver. - Martinus Reeder, schilder en tekenleraar - Cornelis Röell, burgemeester - Jan van Rossem, architect - Gertrude Rutgers van Rozenburg, schilder, aquarellist, miniatuurschilder en kopiist - Eduard Zeiler, plantagedirecteur en politicus |

## Nieuwe Begraafplaats
Vanwege ruimtegebrek werd in 1919 een terrein bij de Torenlaan als Nieuwe algemene begraafplaats in gebruik genomen. De benodigde grond werd gekocht van het koninklijk huis. In 1974 vond de laatste begrafenis plaats op de oude begraafplaats. Bij de sanering in 1986 werden 500 grafmonumenten verwijderd.

## Bijzonderheden
- Op de begraafplaats hebben imkers al sinds midden jaren tachtig bijenkasten staan.
- Bezoekers kunnen de sleutel van het hek afhalen bij de receptie van het politiebureau dat zich achter de begraafplaats bevindt.
- Van het terrein is een bomenplan gemaakt.